# Marcion (geslacht)
Marcion is een geslacht van halfvleugeligen uit de familie schuimcicaden (Cercopidae). De wetenschappelijke naam van dit geslacht is voor het eerst geldig gepubliceerd in 1951 door Fennah.

## Soorten
Het geslacht Marcion  is monotypisch en omvat slechts de volgende soort:
- Marcion equestris (Lethierry, 1890)